# 산업 스파이
산업 스파이(産業spy, 일본어: 産業スパイ, 영어: Industrial espionage)는 산업관련 특허나 설계도 등을 빼어서 다른 나라나 다른 회사에 넘기는 자를 의미한다.

## 경제 및 산업스파이의 형태
경제 또는 산업 스파이 활동은 두 가지 주요 형태로 이루어진다. 간단히 말해서, 스파이 활동의 목적은 하나 이상의 조직에 대한 지식을 수집하는 것이다. 여기에는 산업 제조, 아이디어, 기술 및 프로세스, 조리법 및 공식에 대한 정보와 같은 지적 재산의 획득이 포함될 수 있다. 또는 고객 데이터 세트, 가격, 판매, 마케팅, 연구 개발, 정책, 입찰 예정, 계획 또는 마케팅 전략 또는 생산 구성 및 위치 변경과 같은 독점 정보 또는 운영 정보의 격리가 포함될 수 있다. 여기에는 영업 비밀 도난, 뇌물 수수, 공갈 및 기술 감시와 같은 활동이 설명될 수 있다. 정부는 상업 조직에 대한 스파이 활동을 조정할 뿐만 아니라 예를 들어 정부 계약의 입찰 조건을 결정하는 표적이 될 수 있다.

## 대상 업종
경제 및 산업 스파이 활동은 컴퓨터 소프트웨어 및 하드웨어, 생명공학, 항공우주, 통신, 운송 및 엔진 기술, 자동차, 공작기계, 에너지, 재료 및 코팅 등을 포함하여 기술이 집약된 산업과 가장 일반적으로 관련이 있다. 실리콘 밸리는 세계에서 스파이 활동에 가장 표적이 되는 지역 중 하나로 알려져 있지만 경쟁자에게 사용되는 정보가 있는 산업은 표적이 될 수 있다.

## 정보 도난 및 방해 행위
정보는 성공과 실패의 차이를 만들 수 있다; 만일 영업비밀이 도난 당하면, 경쟁적인 경쟁 분야는 평준화되거나 심지어 경쟁자에게 유리한 정보를 제공한다. 비록 많은 정보 수집이 경쟁적인 정보를 통해 합법적으로 이루어지지만, 때때로 기업들은 정보를 얻는 가장 좋은 방법은 그것을 취하는 것이라고 느낀다. 경제적 혹은 산업적 스파이 행위는 생계가 정보에 의존하는 모든 사업체에 위협이 된다.
최근 몇 년 동안 경제적 또는 산업적 스파이 행위는 확장된 정의를 취했다. 예를 들어, 기업을 방해하려는 시도는 산업적 스파이 행위로 간주될 수 있는데, 이러한 의미에서 이 용어는 모어의 더 넓은 의미를 사용한다. 스파이 행위와 방해(기업 또는 다른 방식)가 서로 더 명확하게 연관되어 있다는 것은 여러 프로파일링 연구, 일부 정부, 일부 기업에서도 입증된다. 미국 정부는 현재 "스파이 및 방해 테스트"(TES)라는 제목의 폴리그래프 검사를 실시하여 스파이 행위와 방해 대응 조치 간의 상호 관계라는 개념에 기여하고 있다. 실제로 특히 "신뢰할 수 있는 내부자"에 의해 이들은 일반적으로 대응 조치를 알릴 목적으로 기능적으로 동일한 것으로 간주된다.

## 에이전트 및 수집 프로세스
경제적 또는 산업적 스파이 행위는 일반적으로 두 가지 방법 중 하나로 발생한다. 첫째, 불만족한 직원은 이익을 증진시키거나 회사에 피해를 주기 위해 정보를 이용한다. 둘째, 경쟁자 또는 외국 정부는 자신의 기술적 또는 재정적 이익을 증진시키기 위해 정보를 추구한다. 
"몰즈," 혹은 신뢰할 수 있는 내부자들은 일반적으로 경제적 또는 산업적 스파이 행위를 위한 최고의 원천으로 여겨진다. 역사적으로 "패시"라고 알려져 있는 내부자는 정보를 제공하기 위해 기꺼이 또는 압력을 받아 내부자를 유도할 수 있다. 패시는 처음에 불필요한 정보를 넘겨달라고 요청 받을 수 있고, 일단 범죄를 저질러서 타협이 되었을 때, 협박을 받아 더 민감한 정보를 넘겨준다. 개인들은 다른 회사에서 고용을 시작하고 민감한 정보를 가져가기 위해 한 회사를 떠날 수 있다. 그러한 명백한 행동은 법적인 싸움이라는 결과를 낳은 수많은 산업 스파이 행위의 초점이 되어 왔다. 일부 국가들은 자신들의 정보 기관을 이용하기 보다는 스파이 행위를 하기 위해 개인들을 고용한다. 학자들, 사업 대표들, 그리고 학생들은 종종 정보를 수집하는데 정부에 의해 이용되는 것으로 생각된다. 일본과 같은 일부 국가들은 학생들이 집으로 돌아올 때 보고를 받기를 기대하는 것으로 보도되었다. 스파이는 공장의 가이드 투어를 따라가다 길을 잃을 수 있다. 스파이는 회사에 합법적으로 접근할 수 있는 모든 사람: 엔지니어, 정비원, 청소원, 보험 판매원, 또는 검사원이 될 수 있다.
스파이는 정보를 훔치기 위해 건물에 침입할 수 있고 "덤퍼 다이빙"이라고 알려진 폐지를 뒤지고 거부할 수 있다. 정보에 대한 요청, 마케팅 조사 또는 기술 지원 또는 연구 또는 소프트웨어 시설의 사용에 대한 요청 없이 정보가 손상될 수 있다. 외부 산업 생산자는 합의된 계약 이외의 정보를 요구할 수 있다.
컴퓨터는 물리적 접촉이나 인터넷을 통해 많은 양의 정보에 쉽게 접근할 수 있기 때문에 정보를 수집하는 과정을 용이하게 했다.

## 같이 보기
- 기업 전쟁(Corporate warfare)
- 비즈니스 인텔리전스
- 사이버스파이
- 연방수사국